# Caicos del Norte

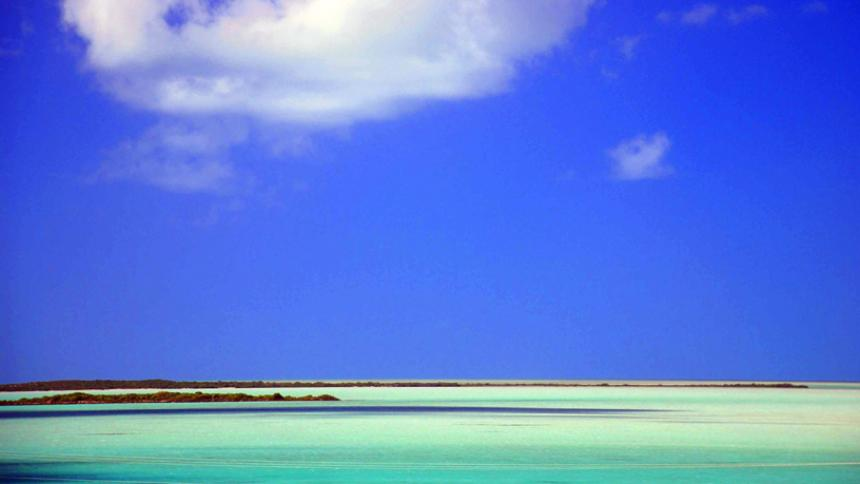
Imagen Caicos del Norte.

North Caicos o Caicos del Norte es la tercera isla más grande de las Islas Turcas y Caicos. También llamada la "Isla Jardín", es probablemente la isla más exuberante del archipiélago. Tiene una superficie de 116,4 km² y su población, en 2006 era de 1.895 habitantes. 
Algunos lugares de interés turístico de la isla incluyen Cottage Pond, Wade's Green plantation, y los pequeños Cayos Tres Marías (Three Marys Cays) de (0,64 ha) a pocos metros de la costa nor-occidental.
Junto a Bay Cay (la bahía de Cayo) en la costa oriental (con 21,9 km ² es la sexta isla más grande del territorio) hay algunos cayos más, todos deshabitados. En conjunto forman el Distrito Caicos del Norte, con una superficie de 144,9 km².
Hay cuatro pueblos en Caicos del Norte, de este a oeste:
- Bottle Creek (la capital del distrito, con una población de 907 habitantes)
- Whitby
- Kew (la capital no oficial de las Islas Caicos)
- Sandy Point

La isla dispone de un pequeño aeropuerto: El aeropuerto de Caicos del Norte.